# Leptosomatum tetrophthalmum
Leptosomatum tetrophthalmum är en rundmaskart som beskrevs av Ssaweljev 1912. Leptosomatum tetrophthalmum ingår i släktet Leptosomatum och familjen Leptosomatidae. Inga underarter finns listade i Catalogue of Life.